# Kjell Westö
Kjell Westö (Helsinki, 6 agosto 1961) è uno scrittore e giornalista finlandese di lingua svedese, vincitore del Nordisk råds litteraturpris 2014 (il più prestigioso premio letterario scandinavo) per il romanzo storico Hägring 38, ambientato negli anni successivi alla Guerra civile finlandese.
In Italia è stato tradotto Miraggio 38 dalla casa editrice Iperborea. Il titolo si rifà allo scandalo del 1938, che negò la vittoria allo sprinter di origine ebraica Abraham Tokazier ad una gara tenutasi dinanzi ad una rappresentanza della Germania nazista (episodio ripreso dalla simile vicenda del personaggio fittizio Salomon Jary).
Nel 2006 aveva già vinto il Premio Finlandia ("Finlandia-palkinto") per un altro romanzo storico, Där vi en gång gått, in parte ambientato durante la Guerra civile.

## Opere
- Tango orange (1986)
- Epitaf över Mr. Nacht (1988)
- Avig-Bön (1989) (scritto con lo pseudonimo "Anders Hed")
- Utslag och andra noveller (1989)
- Fallet Bruus. Tre berättelser (1992)
- Drakarna över Helsingfors (1996)
- Metropol con Kristoffer Albrecht (1998)
- La sciagura di chiamarsi Skrake (Vådan av att vara Skrake) (2000), Milano, Iperborea, 2020 traduzione di Laura Cangemi ISBN 978-88-7091-626-3.
- Lang (2002)
- Lugna favoriter (2004)
- Där vi en gång gått (2006)
- Gå inte ensam ut i natten (2009)
- Sprickor: valda texter 1986-2011 (2011)
- Miraggio 1938 (Hägring 38) (2013), Milano, Iperborea, 2017 traduzione di Laura Cangemi ISBN 978-88-7091-476-4.
- Den svavelgula himlen (2017)